# 12758 Kabudari
12758 Kabudari è un asteroide della fascia principale. Scoperto nel 1993, presenta un'orbita caratterizzata da un semiasse maggiore pari a 3,1329534 UA e da un'eccentricità di 0,1847985, inclinata di 1,82148° rispetto all'eclittica.